# 출생률

2017년 세계 출생률

출생률(crude birth rate, CBR), 또는 조출생률은 특정인구집단의 출산수준을 나타내는 기본적인 지표로서 1년간의 총 출생아수를 당해년도의 총인구로 나눈 수치를 1,000분비로 나타낸 것이다. 즉, 연간 인구 1,000명당 출생아수를 나타낸 것으로, 통계청에 따르면 2020년 한국의 출생률은 5.3명이다.
출생률과 반대로 사망률은 연간 인구 1,000명당 사망자 수를 나타낸 것(조사망률)으로, 출생률이 사망률보다 높으면 인구가 자연증가하고, 낮으면 출생아수가 사망자수를 밑돌아 자연감소가 발생한다.
2019년 기준, 전 세계 각국별 출생률은 대한민국의 5.9명에서부터 니제르의 45.637명까지 다양하다.

## 출산율과의 차이점
합계출산율(Total fertility rate, TFR)은 가임기(15~49세) 여성 1명이 평생 낳을 것으로 예상하는 평균 자녀수를 나타낸 것으로, 인구 1,000명당 태어난 출생아수를 나타낸 조출생률과는 엄연히 다르다. 즉, 출산율은 가임기 여성 인구를 토대로 나온 수치이고, 출생률은 남녀노소를 모두 포함한 전체 인구 대비 출생아 수를 의미한다.

## 계산 방법
조출생률(CBR) = 연간 출생아수 / 그 해의 인구 X 1,000

## 세계적 동향
유엔에 따르면 2015~2020년 전 세계 평균 출생률은 인구 1,000명당 18.5명이며, 이는 같은 기간 사망률 7.6명보다 높은 수치다. 지역별로는 아프리카가 33.6명으로 가장 높았으며, 유럽이 10.4명으로 가장 낮았다.
|                           | 1950-1955 | 1990-1995 | 2015-2020 | 2045-2050 | 2095-2100 |
| 아프리카                  | 47.9      | 40.5      | 33.6      | 24.1      | 14.9      |
| 아시아                    | 42.0      | 24.2      | 16.4      | 11.8      | 9.5       |
| 유럽                      | 21.5      | 11.5      | 10.4      | 9.6       | 9.3       |
| 라틴 아메리카 및 카리브해 | 42.5      | 25.7      | 16.5      | 11.2      | 8.9       |
| 북아메리카                | 24.4      | 15.3      | 11.8      | 10.8      | 10.2      |
| 오세아니아                | 27.8      | 19.8      | 16.7      | 13.7      | 11.0      |
| 전 세계                   | 36.9      | 24.2      | 18.5      | 14.6      | 11.6      |

(2045~2050년, 2095~2100년 수치는 유엔이 2019년 중위 추계를 기준으로 예측한 것)

## 같이 보기
- 출생률에 따른 나라 목록
- 사망률